# Syed Kamall
Syed Kamall (n. 15 februarie 1967) este un om politic britanic, membru al Parlamentului European în perioada 2004-2009 din partea Regatului Unit.